# Thismia arachnites
Thismia arachnites är en enhjärtbladig växtart som beskrevs av Henry Nicholas Ridley. Thismia arachnites ingår i släktet Thismia och familjen Burmanniaceae. Inga underarter finns listade i Catalogue of Life.